# Amblyptilia punctidactyla
Amblyptilia punctidactyla là một loài bướm đêm thuộc họ Pterophoridae. Nó được tìm thấy ở châu Âu tới Nhật Bản.
Sải cánh dài 18–23 mm. Con trưởng thành bay vào tháng 7, và một đợt từ tháng 9, ngủ đông cho tới mùa xuân năm sau. Có hai lứa trưởng thành một năm ở Tây Âu.
Ấu trùng ăn các loài nhiều loại thực vật thân thảo, bao gồm Stachys sylvatica, Aquilegia vulgaris, Geranium pratense, Myrica gale và Primula.